# Ugass kutya!
Az Ugass kutya! a Moby Dick együttes első albuma, egyben az első thrash metal stílusú magyar nagylemez. Az Ugass kutya! egyike volt az első független kiadású albumoknak Magyarországon, miután 1989-ben megszűnt az állami monopólium a lemezkiadásban.
Az album többségében új dalokat tartalmazott, de az akkor már egy évtizede aktív Moby Dick legkorábbi számai közül kettő is felkerült a lemezre. Ezek az 1983-as első demókazettán már szerepelt Talpak és A III. világháború előtt, melyeket a többi dal hangzásához igazítva súlyosabbá tettek. A lemez legismertebb dala és a Moby Dick egyik örök klasszikus slágere a heavy metalos Keresztes vitéz.
Az Ugass kutya! eredetileg csak LP-n és műsoros kazettán jelent meg. A CD kiadásra egészen 2009-ig kellett várni, ekkor azonban felújított hangzással, remaszterelve, új borítóval, és bónuszként a második Moby Dick-album (Kegyetlen évek, 1991) dalainak koncertfelvételével jelentette meg a Hammer Records.
2015-ben a legnagyobb hatású magyar metal-albumnak választották az Ugass kutya! nagylemezt.
Az album borítóját Hörcher László festette.

## Az album dalai
| 1. | Intro (instrumentális) | Antonín Dvořák           | 1:02 |
| 2. | Ugass kutya!           | Schmiedl Tamás           | 4:00 |
| 3. | Talpon maradni         | Mentes Norbert, Schmiedl | 3:34 |
| 4. | Többet nem tehetek     | Mentes, Moby Dick        | 4:27 |
| 5. | Káosz és zűrzavar      | Schmiedl                 | 4:38 |
| 6. | Keresztes vitéz        | Schmiedl, Tóth Imre      | 2:34 |

| 7.  | Bűz van                  | Mentes, Schmiedl            | 3:26 |
| 8.  | A III. világháború előtt | Mentes, Schmiedl, Kun Árpád | 4:38 |
| 9.  | Átnevelés                | Schmiedl, Tóth              | 3:17 |
| 10. | Metallopolisz            | Mentes, Schmiedl, Tóth      | 3:43 |
| 11. | Talpak                   | Mentes, Schmiedl, Kun       | 4:06 |
| 12. | "Nyugi" (instrumentális) | Schmiedl                    | 1:03 |

## Közreműködők
- Schmiedl Tamás – gitár, ének
- Mentes Norbert – gitár, szólógitár
- Gőbl Gábor – basszusgitár
- Rozsonits Tamás – dobok